# Functionalisme (architectuur)

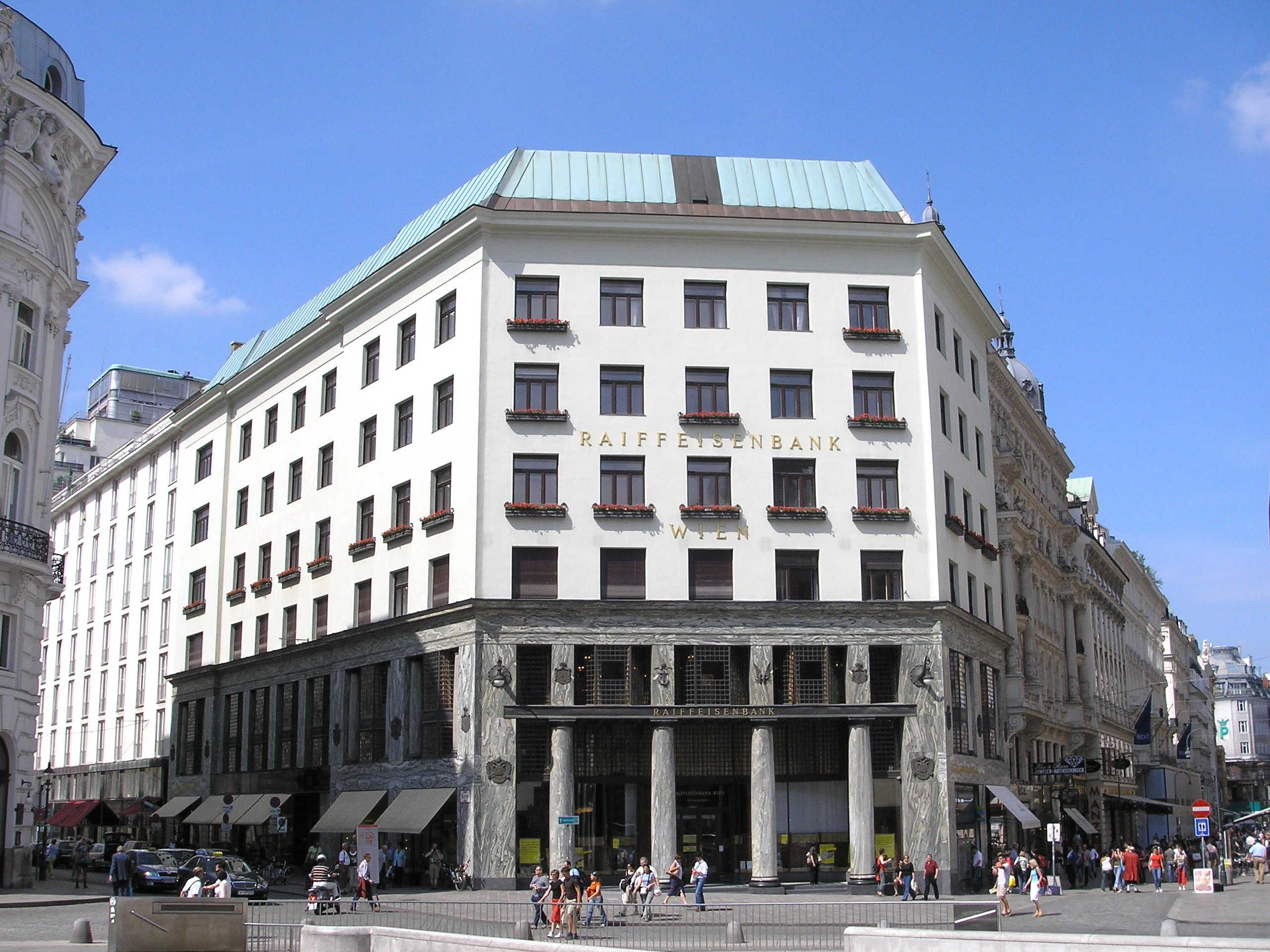
Looshaus in Wenen, ontworpen door Adolf Loos

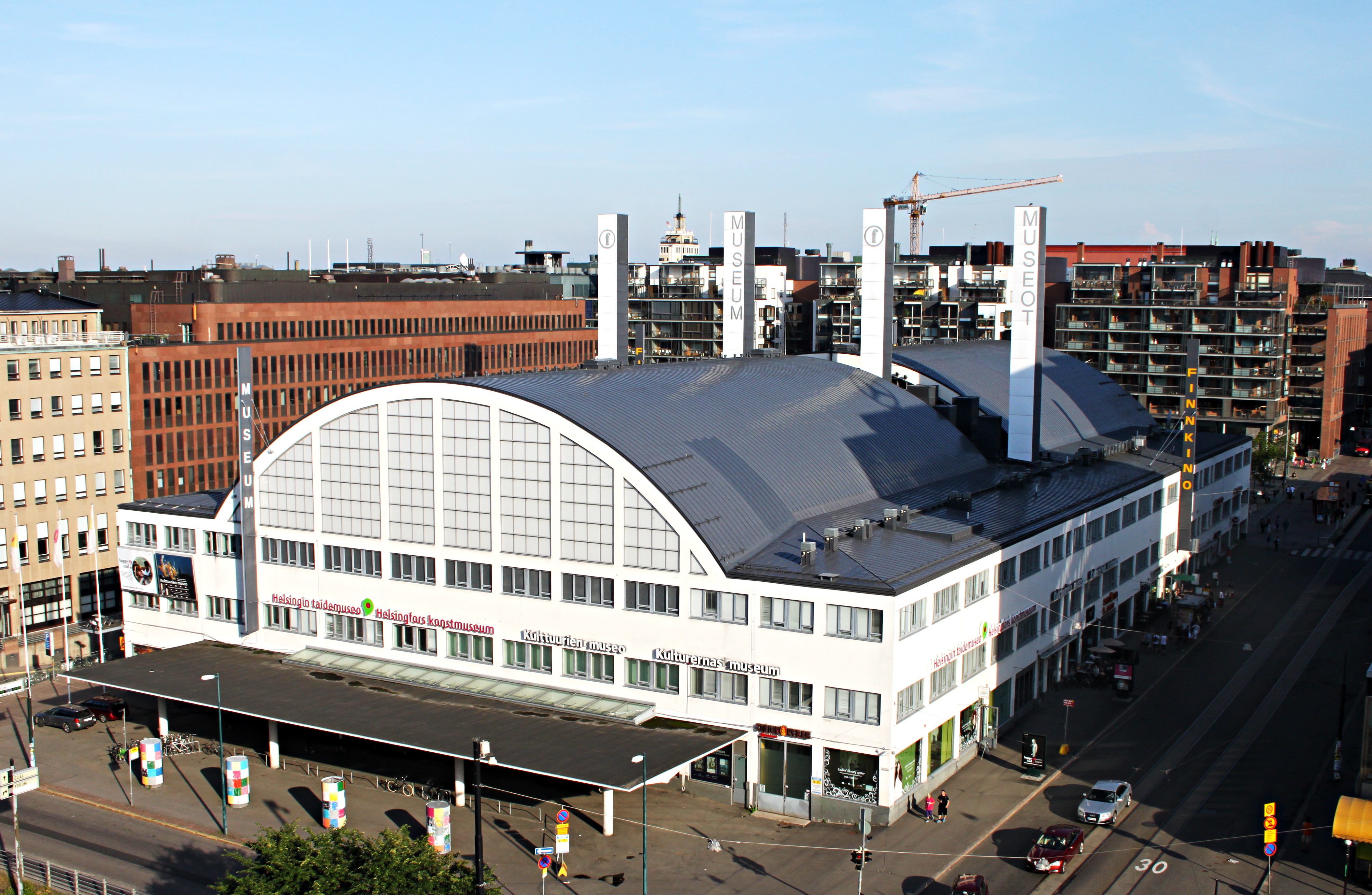
Tennispalatsi in Helsinki

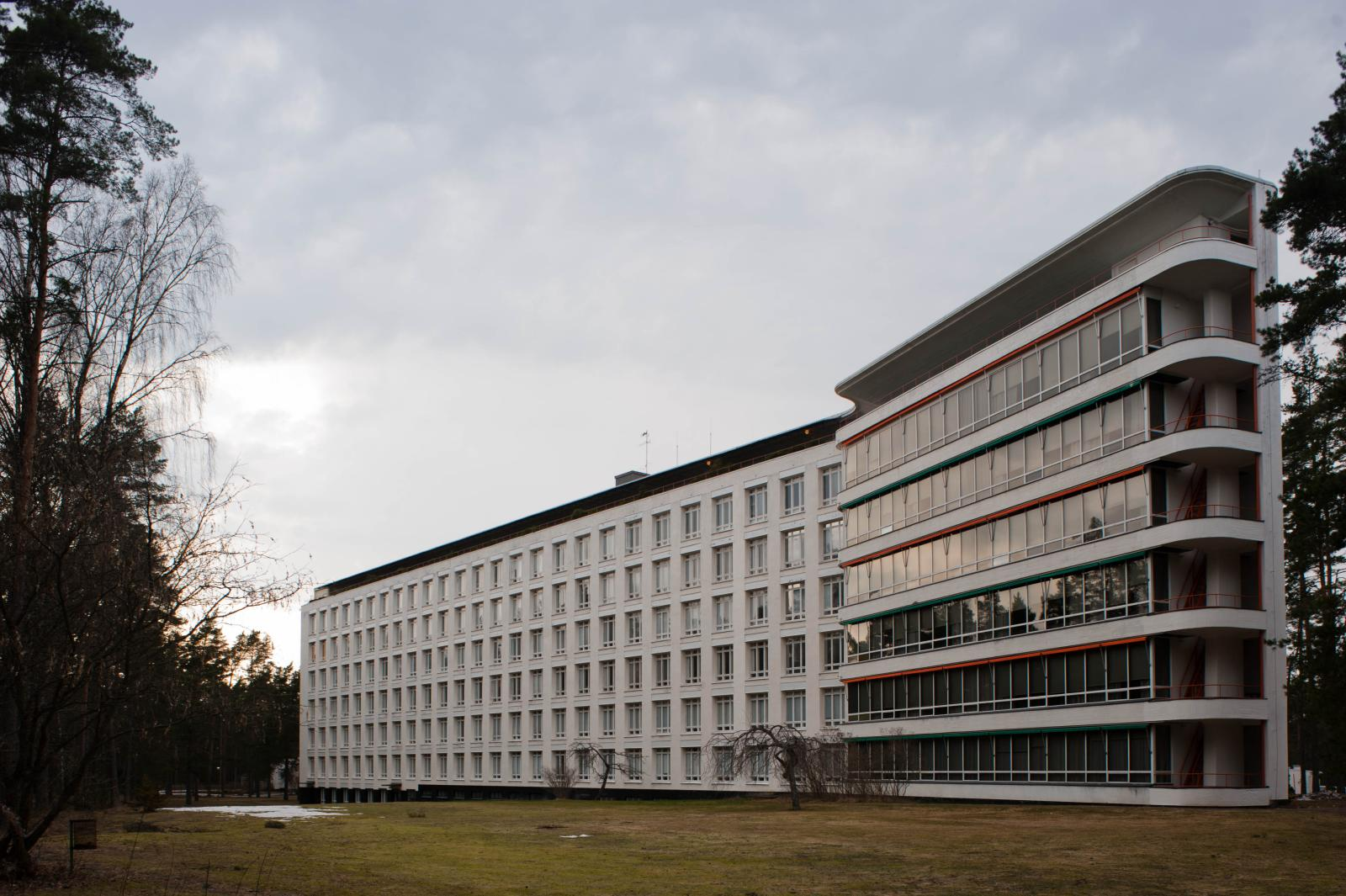
Het Sanatorium van Paimio, door Alvar Aalto

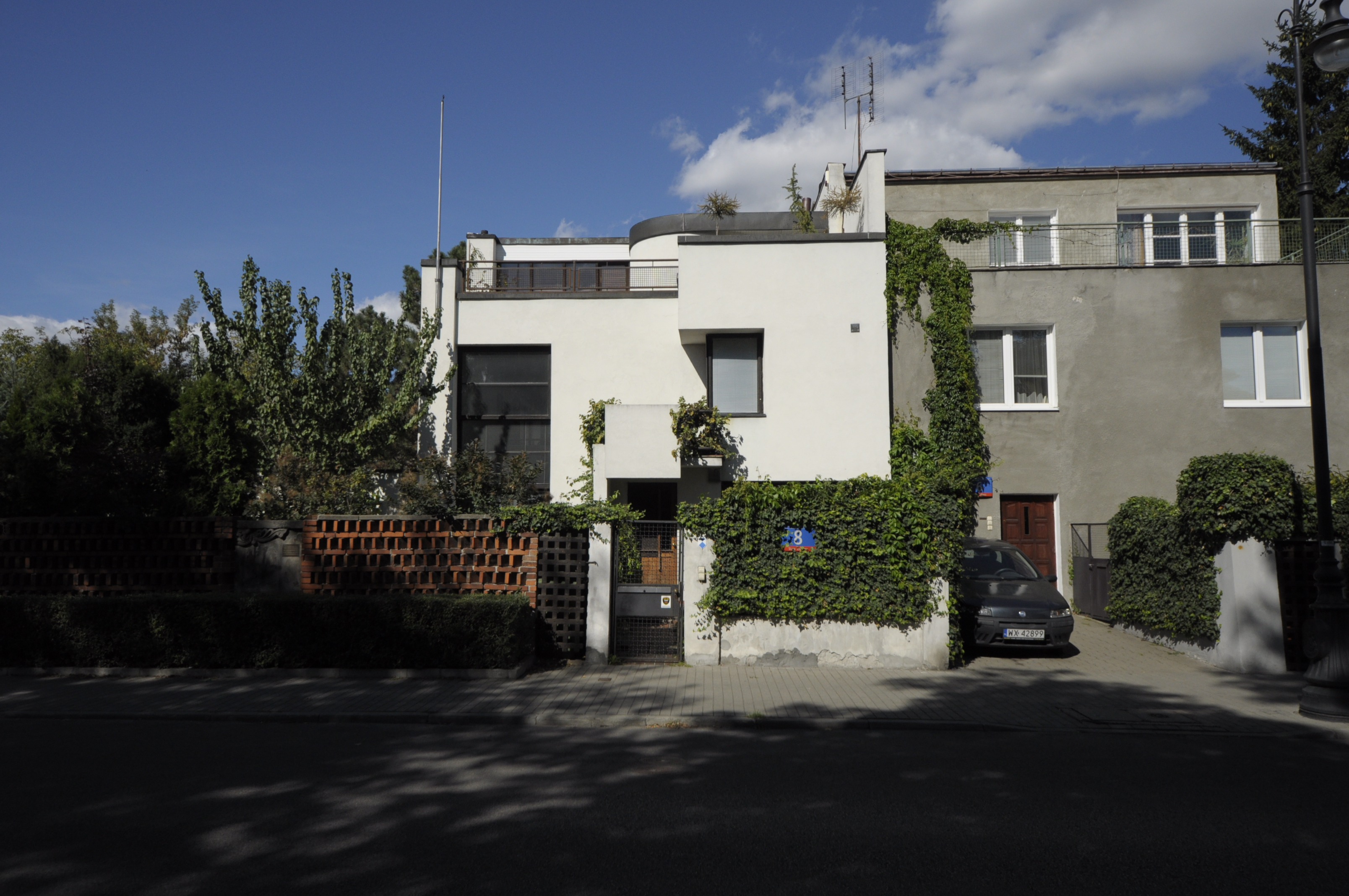
Villa in Warschau door Stanisław Brukalski (1929). Gebouwd na een bezoek aan het Rietveld Schröderhuis in Utrecht.

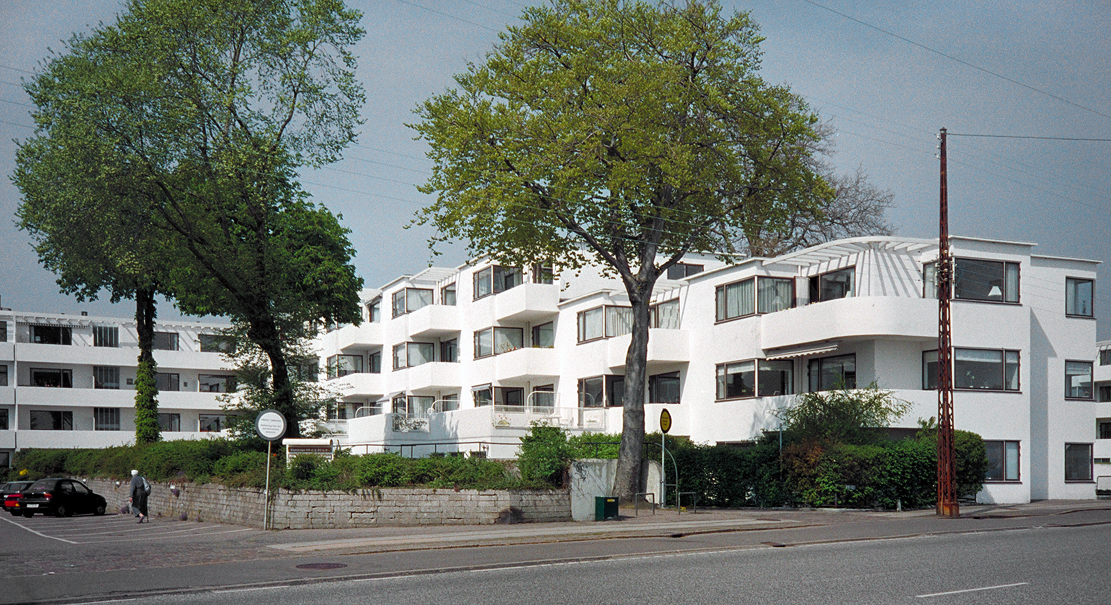
Bellavista Klampenborg Denmark. Arne Jacobsen 1934.

Volgens het functionalisme, een stijlrichting in de architectuur, dienen de vorm en het uiterlijk van een gebouw bepaald te worden door zijn functie. Functionalistische architectuur kenmerkt zich dan ook door soberheid en weinig ornamenten. Het functionalisme heeft geleid tot felle debatten onder architecten en kent duidelijke voor- en tegenstanders. Uit het functionalisme kwam de Internationale Stijl voort. Als tegenreactie volgde in de jaren zeventig het postmodernisme, waarbij verschillende bouwstijlen rijkelijk gecombineerd werden.

## Overzicht
De stroming had vooral navolging in de eerste helft van de 20e eeuw, met name in Duitsland, Nederland, Denemarken, Finland, Tsjecho-Slowakije en de Sovjet-Unie. Het idee achter het functionalisme zou echter al terug te voeren zijn op de Romeinse architect Vitruvius die in zijn ontwerpen een optimaal evenwicht tussen nut, stevigheid en genot nastreefde. Een belangrijk onderdeel van het functionalisme is de open plattegrond, waarbij de muren niet dienen om de constructie te ondersteunen, wat de functionaliteit beperkt, maar alleen worden geplaatst om het gebouw optimaal in te delen. Een andere element was de vliesgevel.

## Ontstaan
De bedenker van deze stijl is Louis Sullivan. Hij bedacht reeds in 1898 het credo Vorm volgt (altijd) functie. Hij verwees hierbij naar voorbeelden uit de natuur, zoals bloemen, vogels en stromende beken die prachtig zijn om te zien maar tegelijkertijd volledig functioneel zijn. Andere opvattingen rond de functionalistische architectuur waren Het huis is een woonmachine van Le Corbusier en Ornament is een misdaad van Adolf Loos in 1908. Loos vond dat versieringen een middel waren om de middelmatigheid van een cultuur te verbloemen. Bovendien zorgde het ervoor dat gebouwen, meubilair en kleding uit de mode raakten en afgedankt werden. Versiering mocht volgens hem alleen gebruikt worden op voorwerpen die toch aan slijtage onderhevig waren, maar op een gebouw zou het een belediging zijn. Zowel Sullivan als Loos waren niet volledig functionalistisch, want ze gebruikten wel degelijk versieringen op hun gevels en gaven later beiden aan dat anderen hun ideeën te letterlijk namen. Ludwig Mies van der Rohe heeft echt geprobeerd het functionalistisch ideaal na te leven. Hij stond bekend om zijn huid en botten-ontwerpen, waarmee de skeletbouw werd bedoeld. Hieruit is de functionalistische architectuur uit de jaren vijftig en zestig ontstaan.

## Belangrijke architecten

### Vertegenwoordigers
- Louis Sullivan
- Walter Gropius
- Le Corbusier
- Adolf Loos
- Oscar Niemeyer
- Ludwig Mies van der Rohe
- Gerrit Rietveld
- Jaap Bakema
- Jacques Cuisinier
- Frank Lloyd Wright

### Tegenstanders
- Philip Johnson
- Peter Eisenman